# Yamaguchi (Yamaguchi)
Pour les articles homonymes, voir Yamaguchi.
Yamaguchi (山口市, Yamaguchi-shi) est une ville japonaise, capitale de la préfecture du même nom.

## Géographie

### Démographie
Lors du recensement national de 2015, Yamaguchi rassemblait une population estimée à 198 604 habitants, répartis sur une superficie de 1 023,31 km2.

### Climat
| Mois                                             | jan.      | fév.      | mars      | avril     | mai       | juin      | jui.      | août      | sep.      | oct.      | nov.      | déc.      | année     |
| ------------------------------------------------ | --------- | --------- | --------- | --------- | --------- | --------- | --------- | --------- | --------- | --------- | --------- | --------- | --------- |
| Température minimale moyenne (°C)                | 0,4       | 0,8       | 3,6       | 8,1       | 13,3      | 18,4      | 22,7      | 23,4      | 19,4      | 12,9      | 7         | 2         | 11        |
| Température moyenne (°C)                         | 4,4       | 5,5       | 9         | 13,9      | 19        | 22,6      | 26,4      | 27,4      | 23,5      | 17,7      | 11,9      | 6,4       | 15,6      |
| Température maximale moyenne (°C)                | 9,4       | 11,1      | 15        | 20,1      | 24,9      | 27,8      | 31,3      | 32,7      | 28,9      | 23,7      | 17,6      | 11,6      | 21,2      |
| Record de froid (°C) date du record              | −7,6 2004 | −8,9 1977 | −7,6 1977 | −1,2 1985 | 3,2 1980  | 8 1978    | 13,1 1966 | 14,9 1968 | 7,4 1987  | 1,3 1986  | −2,5 1976 | −5,5 1967 | −8,9 1977 |
| Record de chaleur (°C) date du record            | 19,5 1969 | 22,5 1993 | 24,8 1979 | 30,1 2005 | 33,8 2019 | 34,7 1987 | 38,8 2018 | 38,6 2020 | 35,9 2010 | 31,3 2016 | 26,4 2011 | 23,3 2018 | 38,8 2018 |
| Ensoleillement (h)                               | 117,9     | 121,3     | 157,4     | 183,9     | 204,3     | 142,3     | 156,2     | 196,2     | 151,7     | 169,4     | 144       | 117,6     | 1 862     |
| Précipitations (mm)                              | 76,3      | 85        | 145,6     | 168,1     | 197,2     | 282,9     | 342,6     | 205,8     | 179,1     | 91,3      | 83,5      | 70,5      | 1 927,7   |
| dont neige (cm)                                  | 11        | 9         | 2         | 0         | 0         | 0         | 0         | 0         | 0         | 0         | 0         | 3         | 26        |
| Nombre de jours avec précipitations              | 10,1      | 9,6       | 11,1      | 9,6       | 9,2       | 11,9      | 11,2      | 9,7       | 9         | 6,2       | 7,7       | 9,3       | 114,5     |
| dont nombre de jours avec précipitations ≥ 10 mm | 2,5       | 2,8       | 4,7       | 5,3       | 4,9       | 6,6       | 6,9       | 5,1       | 4,4       | 2,4       | 2,5       | 2,3       | 50,4      |
| Humidité relative (%)                            | 76        | 71        | 70        | 69        | 67        | 75        | 78        | 75        | 74        | 73        | 76        | 78        | 74        |
| Nombre de jours avec neige                       | 3,3       | 2,1       | 0,5       | 0         | 0         | 0         | 0         | 0         | 0         | 0         | 0         | 1,2       | 7,2       |

| Diagramme climatique                                  |           |            |              |               |               |               |               |               |              |           |           |
| J                                                     | F         | M          | A            | M             | J             | J             | A             | S             | O            | N         | D         |
| 9,40,476,3                                            | 11,10,885 | 153,6145,6 | 20,18,1168,1 | 24,913,3197,2 | 27,818,4282,9 | 31,322,7342,6 | 32,723,4205,8 | 28,919,4179,1 | 23,712,991,3 | 17,6783,5 | 11,6270,5 |
| Moyennes : • Temp. maxi et mini °C • Précipitation mm |           |            |              |               |               |               |               |               |              |           |           |

## Histoire
La ville moderne de Yamaguchi est fondée le 10 avril 1929.

## Politique
Yamaguchi est le bastion des dynasties Kishi, Abe et Sato, familles intimement liées. Les ex-premiers ministres Nobusuke Kishi (1957-1960) et Eisaku Sato (1964-1972) y furent solidement implantés.

## Culture locale et patrimoine

### Patrimoine architectural
La ville abrite un célèbre temple bouddhique, le Rurikō-ji, qui possède une pagode à cinq étages, et une église catholique (l'église Saint-François-Xavier, construite pour célébrer le 400e anniversaire de la visite faite à Yamaguchi par saint François Xavier, en 1550 ; durant son court séjour au Japon, c'est à Yamaguchi que le saint missionnaire passa le plus de temps).

### Manifestations sportives
En 2015, le XXIIIe Jamboree scout mondial s'est déroulé à Yamaguchi.

## Transports
La gare de Shin-Yamaguchi est desservie par la ligne Shinkansen Sanyō, ainsi que par les lignes classiques Sanyō, Ube et Yamaguchi de la JR West. La gare de Yamaguchi, située en centre-ville, n'est desservie que par la ligne Yamaguchi.

## Jumelages et coopérations
- Pampelune (Espagne) depuis le 19 février 1980
- Jinan (Chine) depuis le 20 septembre 1985
- Gongju (Corée du Sud) depuis le 23 février 1993
- Xian de Zouping (Chine) depuis le 13 mai 1995
- Changwon (Corée du Sud) depuis le 16 novembre 2009

## Personnalités liées à la municipalité
- Isota Kamura (1897-1933), écrivain japonais, y est né.